# Đỗ Thanh Nhơn
Đỗ Thanh Nhơn (? - 1781) là một danh tướng Việt Nam cuối thế kỷ XVIII dưới thời chúa Nguyễn Phúc Ánh. Cùng với Võ Tánh, Châu Văn Tiếp, ông được người đương thời xưng tụng là "Gia Định tam hùng".

## Thân thế
Đỗ Thanh Nhơn (chữ Hán: 杜清仁) hay Đỗ Thanh Nhân hoặc Đỗ Thành Nhơn, là người huyện Hương Trà, phủ Thừa Thiên. Sau dời về trấn Phiên An trong Nam.
Ông sinh vào năm nào không rõ, chỉ biết khi Định vương Nguyễn Phúc Thuần còn ở Phú Xuân, ông chỉ là võ quan bậc thấp, chức Hữu đội trưởng.

## Sự nghiệp

### Phò trợ Nguyễn Phúc Thuần
Năm 1771, anh em Tây Sơn hiệu triệu dân chúng: "Đánh đổ Trương Phúc Loan và ủng hộ Hoàng tôn Dương, Lấy của nhà giàu chia cho nhà nghèo", để phất cờ khởi nghĩa. Quân khởi nghĩa ngày càng lớn mạnh, đánh chiếm nhiều nơi thuộc quyền kiểm soát của chúa Nguyễn.
Năm 1775, bị quân Tây Sơn và tướng Bắc Hà là Hoàng Ngũ Phúc rượt đuổi, Nguyễn Phúc Thuần chạy đến Trấn Biên, rồi ra lệnh triệu tướng Tống Phước Hiệp. Nhưng vì quân cứu viện không đến kịp, nhân cơ hội, Đỗ Thanh Nhơn gọi Nguyễn Huỳnh Đức, Trần Búa, Đỗ Vàng (Hoành), Đỗ Kỵ (Ky), Võ Nhàn, Đỗ Bảng (Bản)... cùng họp binh ở Ba Giồng (chữ Hán là Tam Phụ) được hơn 3.000 người, xưng là "Đông Sơn thượng tướng quân", rồi đi cứu giá.
Từ Ba Giồng, Đỗ Thanh Nhơn đưa quân tiến lên đánh úp quân Tây Sơn do tướng Nguyễn Lữ chỉ huy, thắng luôn ba trận. Nguyễn Lữ biết không địch nổi, bèn lấy thóc trong kho chở hơn hai trăm thuyền chạy về Quy Nhơn. Đỗ Thanh Nhơn lấy lại được Gia Định (lần thứ nhất) bèn đón chúa Nguyễn Phúc Thuần trở lại Bến Nghé, Gia Định. Do lập được đại công, Đỗ Thanh Nhơn được chúa Nguyễn cho giữ hàm Chưởng dinh Ngoại hữu, phong tước Phương quận công. Tướng sĩ quân Đông Sơn đều được ban thưởng theo thứ bậc.

### Kết oán với Lý Tài
Bấy giờ, có viên tướng đi theo tướng Tống Phúc Hiệp tên là Lý Tài, gốc người Hoa, chỉ huy đạo Hòa Nghĩa quân, trước khi tham gia phong trào Tây Sơn từng kiếm sống bằng nghề buôn bán. Đi với Tây Sơn một thời gian Lý Tài, từng làm phó tướng cho tướng Nguyễn Huệ, nhưng do nhiều phen bại trận, thay vì quyết chí lập công, Lý Tài lại tỏ ra bất mãn. Tướng của chúa Nguyễn ở Phú Yên biết rất rõ điều này nên đã chiêu hàng được Lý Tài.
Chúa Nguyễn Phúc Thuần muốn thu dùng Lý Tài, nhưng Đỗ Thanh Nhơn vì muốn tranh giành địa vị nên nói: 
Lý Tài chẳng qua cũng chỉ là loài chó, loài heo, có dùng cũng vô ích mà thôi 
Bởi lời này, Lý Tài kết oán với Đỗ Thanh Nhơn. Đến khi Tống Phúc Hiệp mất, Lý Tài lo Đỗ Thanh Nhơn làm hại mình, bèn đem thuộc hạ chiếm giữ núi Châu Thới ) để chống lại Thanh Nhơn. Một lần Lý Tài đem quân đánh úp quân Đông Sơn. Thanh Nhơn chống cự không nổi, phải đắp lũy ở sông Bến Nghé và sông Thị Nghè (儀江 Nghi Giang) để cố thủ.

### Trả thù Lý Tài
Tháng 11 năm Bính Thân (1776) do sức ép của Lý Tài, chúa Nguyễn Phúc Thuần làm lễ nhường ngôi cho cháu ruột mình là Nguyễn Phúc Dương (Tân Chính vương, chữ Hán: 新 政 王). Lý Tài được Nguyễn Phúc Dương phong là Bảo giá đại tướng quân. Đỗ Thanh Nhân vì đang chống đối Lý Tài nên không đến dự lễ nhường ngôi, Tân Chính Vương phong cho Phạm Công Lý giữ chức Ngoại hữu thay Nhân.
Nguyễn Ánh biết Lý Tài là người kiêu ngạo ngang ngược, khó kiềm chế, nói với chúa xin đi Tam Phụ (Ba Giồng) chiêu dụ quân Đông Sơn để mưu đồ khôi phục. Lý Tài nghe tin, đem quân đón, ép chúa đi Dầu Mít (Dầu Miệt 油蔑 [Thủ Dầu Một]). Tân Chính vương không thể ngăn được, bèn khiến Trương Phước Dĩnh theo hộ giá. Ngày hôm sau lại rước giá trở về Sài Gòn.
Năm Đinh Dậu (1777), tướng Nguyễn Huệ đem quân vào đánh chiếm Gia Định lần thứ hai. Tân Chính Vương sai Lý Tài đem Nghĩa Hòa quân ra Hóc Môn (tên đất thuộc Gia Định) cự chiến, chém được tuần sát địch là Tuyên (không rõ họ), quân Tây Sơn phải hơi lui. Bấy giờ, vừa lúc Trương Phước Thận từ Cần Vọt đem quân đến cứu. Lý Tài xa thấy bóng cờ, ngờ là quân Đông Sơn đến đánh úp mình, tự rút quân về. Quân Tây Sơn thừa thế đuổi theo. Quân Lý Tài hoảng loạn chạy về Ba Giồng (Tam Phụ) thì bị quân Đông Sơn của Đỗ Thanh Nhân đón đường giết chết toàn bộ.

### Phò trợ Nguyễn Ánh
Tân Chính vương Nguyễn Phúc Dương được thêm quân Trương Phước Thận, bèn lui giữ Tranh Giang (thuộc tỉnh Gia Định).
Chúa Nguyễn Phúc Thuần chạy đến Đăng Giang (thuộc tỉnh Định Tường). Nguyễn Ánh đem 4.000 quân Đông Sơn đến cứu viện. Chúa bèn dựng cờ Đông Sơn thượng tướng quân rồi đem quân đến Tài Phụ (Tài Phụ hay Giồng Tài là một trong ba giồng thuộc tỉnh Gia Định).
Chúa bảo Tân Chính vương rằng: "Phía sau Tranh Giang vương tự đương lấy, phía trước Tài Phụ thì ta cáng đáng", rồi sai các quân quay lưng về phía sông mà bày trận để chờ.
Mùa hạ, tháng 4, Đinh dậu 1777, quân Tây Sơn đánh Tài Phụ. Chúa Nguyễn Phúc Thuần đi Long Hưng (tên đất thuộc tỉnh Định Tường). Gặp mưa to, Tây Sơn đuổi không kịp. Đỗ Thanh Nhân từ Giá Khê (Rạch Giá) dẫn quân lại. Chúa lại đi Cần Thơ (tên đất, tức thủ sở đạo Trấn Giang, Mạc Thiên Tứ từ khi thất thủ Hà Tiên lui đóng ở đấy), hợp quân với Mạc Thiên Tứ. Chúa thấy binh lực của Thiên Tứ ít và yếu, khó chống được Tây Sơn, bèn sai Đỗ Thanh Nhân cùng thuộc hạ là Cai đội Nguyễn Quân lẻn đi Bình Thuận gọi Chu Văn Tiếp và Trần Văn Thức vào cứu.
Quân Tây Sơn đánh Tranh Giang. Tân Chính vương lùi giữ Trà Tân (Bến Trà, tên xã thuộc tỉnh Định Tường). Chưởng cơ Thiêm Lộc đem thủy binh đón đến Vương ở đất Ba Việt (Ba Vát). Vương sai Tống Phước Hựu giữ Mỹ Lung, Thiêm Lộc giữ Hương Đôi (Ba Việt, Mỹ Lung, Hương Đôi đều là tên đất, thuộc tỉnh Vĩnh Long). Tống Phước Hòa quản lĩnh các quân hộ vệ mặt trận để chống Tây Sơn.
Tướng Tây Sơn là Nguyễn Huệ vào chiếm được Sài Gòn, giết tham tán Nguyễn Đăng Trường. Tháng 7, Tham tán Trần Văn Thức từ Phú Yên vào cứu viện, đến Bình Thuận thị bị quân Tây Sơn đánh bại. Tây Sơn đánh Ba Việt, giết được Thiếu phó Tôn Thất Chí, Nội tả Nguyễn Mẫn, Chưởng cơ Tống Phước Hựu. Chỉ còn mỗi Chưởng cơ Tống Phước Hòa chống giữ. Tháng 8, tướng Tây Sơn Nguyễn Huệ có thêm quân, tiến đánh Hương Đôi. Chưởng cơ Thiêm Lộc chạy đi Ba Việt. Tân Chính Vương định bàn kế cũng Châu Văn Tiếp chạy ra Bình Thuận nhưng không được. Chưởng cơ Tống Phước Hòa tự vẫn, Tân Chính Vương cùng cận thần bị Tây Sơn bắt giết.
Thái-thượng-vương Nguyễn Phúc Thuần bỏ chạy về Long Xuyên (thuộc tỉnh Hà Tiên) nhưng tới tháng 9 năm 1777 cũng bị Tây Sơn bắt giết.
Không thể để ngôi chúa bỏ trống, đầu năm Mậu Tuất (1778), Nguyễn Phúc Ánh, cháu họ chúa Nguyễn Phúc Thuần, khi này mới 17 tuổi được các tướng tôn làm Đại nguyên soái, Nhiếp quốc chính. Kể từ đó, Đỗ Thanh Nhơn luôn được cầu cận để phò tá Nguyễn Phúc Ánh.

### Bị sát hại
Năm 1778, Đỗ Thanh Nhơn cùng Lê Văn Quân giết Tư Khấu Oai ở sông Bến Nghé, rồi cùng Hồ Văn Lân đi Chân Lạp. Ở đây, ông giết Nặc Vinh (tức Ang Non II), tôn Nặc Ấn (Ang Eng) lên làm vua Chân Lạp, để Hồ Văn Lân ở lại bảo hộ, còn ông thì kéo quân về lại Gia Định.
Mùa xuân năm Canh Tý (1780), Nguyễn Ánh chính thức xưng đế, Đỗ Thanh Nhơn được phong làm Ngoại hữu phụ chính Thượng tướng quân, tước Quận công.
Mùa hạ, tháng 4 năm 1780, Nguyễn Ánh sai Đỗ Thanh Nhân đánh phủ Trà Vinh. Người gốc Chân Lạp đến ở Trà Vinh đã lâu thành dân nội thuộc, hằng năm cung nộp phú thuế. Nhân lúc loạn Tây Sơn, thủ lĩnh là Ốc nha Suất mưu làm phản. Vua sai đem quân đi đánh. Ốc nha Suất giữ vững lũy chống lại. Nơi ấy rừng sâu chằm lớn, rậm rạp um tùm, Suất dựa địa thế hiểm trở để chống, lấy nỏ khỏe làm món sở trường, quan quân đánh không được. Vua bèn sai Thanh Nhân đốc chiến, Dương Công Trừng thuộc theo. Công Trừng sai các quân dùng vòng sắt móc liền các chiến thuyền với nhau, bắc sàn ở trên, kèm dựng cây chuối để đỡ tên đạn, nhân nước thủy triều lên cho thuyền đến sát lũy để đánh. Giặc mất thế hiểm vỡ chạy. Thanh Nhân đem quân tinh nhuệ đuổi đánh, chặt phá cây rừng, mở thông đường lối, lại đặt phục binh trong rừng, bốn bề nổ súng. Suất cùng đường bị quan binh bắt được. Thanh Nhân chiêu dụ dân chúng trở về làm ăn.
Mùa thu, tháng 7, sai các quân đóng binh thuyền. Đỗ Thanh Nhân sai thủy quân lấy thứ gỗ nam kiền kiền để đóng thuyền trường đà bánh lái dài, trên gác sàn chiến đấu, hai bên dựng phên tre che thủy binh ở dưới để cho chuyên sức mà chèo, còn trên thì bày bộ binh để xung trận mà đánh. Do đó đi đường biển thuận lợi mà nghề thủy quân sở trường càng tinh thêm.
Năm Tân Sửu, 1781, mùa xuân, tháng 3, Nguyễn Phúc Ánh theo kế của Chưởng cơ Tống Phước Thiêm, giả bệnh gọi Đỗ Thanh Nhơn đến chầu rồi ngầm sai võ sĩ giết chết. Theo kết quả khảo cổ mộ phần, có khả năng Đỗ Thanh Nhơn bị bắn tên độc mà chết. Nguyên do Nguyễn Ánh thấy Đỗ Thanh Nhơn lấn lướt uy quyền, sợ ngày sau sẽ bị cướp ngôi.
Hai tướng tâm phúc của Thanh Nhơn là Võ Nhàn và Đỗ Bảng, sau khi an táng chủ tướng xong, cùng rút binh về Ba Giồng, chống Tây Sơn lẫn chúa Nguyễn. Nguyễn Phúc Ánh cho người đi khuyết dụ, nhưng hai vị tướng này không tin nữa. Về sau nhờ cho người trà trộn vào trong quân, Nguyễn Ánh bắt sống được Võ Nhàn và Đỗ Bảng rồi đem chém. Từ đó, binh Đông Sơn bị phân tán.
Hay tin Đỗ Thanh Nhơn bị giết, thủ lĩnh phong trào Tây Sơn là Nguyễn Nhạc nói: Thanh Nhơn chết rồi, các tướng khác không đáng sợ nữa, rồi cùng em là Nguyễn Huệ cử đại binh vào đánh Gia Định. Quân Tây Sơn vào cửa Cần Giờ, đại thắng trận thủy chiến trên sông Ngã Bảy, khiến Nguyễn Phúc Ánh phải bỏ thành Sài Gòn chạy về Ba Giồng rồi lánh sang Phú Quốc... Đó là hồi tháng 3 năm Nhâm Dần (1782).

### Mộ phần
Theo Huỳnh Minh, mộ Đỗ Thanh Nhơn nằm ở Phú Lâm.
Theo Báo Giáo Dục và Thời Đại: Dịp kỷ niệm 300 năm Sài Gòn – Gia Định, bà Đỗ Thị Mới và Huỳnh Thị Đệ đại diện hậu duệ của Đỗ Thanh Nhơn đã gửi thư cho nhà khảo cổ Đỗ Đình Truật đề nghị giúp hai việc: Tìm cách làm rõ công và tội cho Đỗ Thanh Nhơn và tìm mộ phần thất lạc... Vào năm 2002, thị xã Thủ Dầu Một (Bình Dương) mở đường. Cạnh đường Phạm Ngũ Lão có một ngôi mộ cổ gọi là mộ Ông Lớn. Chính quyền địa phương muốn biết đây là mộ của ai, nên mời nhà khảo cổ Đỗ Đình Truật tới nghiên cứu. Ở trên miếu thờ gần ngôi mộ có ghi ba chữ “Đỗ Hiệp Trấn”. Ông Truật mừng thầm, linh cảm đã tìm thấy mộ Đỗ Thanh Nhơn khi thấy phần cuối tấm minh văn có ghi tên hai người lập là Đỗ Bản và Võ Nhàn – hai thuộc tướng trung thành với Đỗ Thanh Nhơn.

## Luận bàn
Trích một số để tham khảo:
- Sách "Đại Nam chính biên liệt truyện" (Sơ tập, Quyển 27):

Trước, Đỗ Thanh Nhơn tự phụ là người có tài và dũng cảm hơn thiên hạ, trong tay lại có quân đội Đông Sơn cho nên vẫn ngấm ngầm làm chuyện ngang ngược và lộng hành. Từ khi có chút công lao phò tá, y lại càng sinh kiêu căng hơn. Hắn tự cho mình là người có quyền sinh sát, ai sống, ai chết hoặc giả có ban chức tước cho ai đều do hắn quyết định. Thậm chí, hắn còn tự ý cắt bớt sự chi dùng trong cung, không chịu cung đốn đầy đủ, đến cả ngày kỵ ở Hưng Miếu mà hắn cũng không dâng lễ vật khiến Thế tổ ta [Nguyễn Phúc Ánh] phải bỏ của nhà ra mà sắm sửa lấy.
Trong đám tay chân, thế hắn thấy ai nặng lòng với mình thì cho lấy theo họ của hắn. Xử tội thì dùng cực hình, dám thiêu cả người sống, bắn giết cả đàn bà đang có thai...Ai ai nghe chuyện cũng nghiến răng tức giận. Khi Tây Sơn vào lấn cướp [chỉ việc Tây Sơn tấn công vào Gia Định], hắn lén đem quân vào núi để đầu hàng làm phản, nhưng mưu ấy không thành.
Vua [Gia Long] vẫn nghĩ đến công lao của hắn mà ưu đãi, dung túng. Vua thân đến nhà riêng mà Đỗ Thanh Nhơn cũng không biết kính giữ lễ. Đã thế bọn tay chân của hắn càng phụ họa thêm, không biết kinh sợ, chỉ rắp tâm làm điều trái phép mà thôi.
Bấy giờ có quan Chưởng cơ là Tống Phúc Thiêm mật tâu với vua xin trừ bỏ hắn là tên giặc ở cạnh vua. Vua cho là phải bèn giả vờ bị bệnh, rồi sai triệu Đỗ Thanh Nhơn vào bàn việc. Nhân đó sai võ sĩ bắt và giết đi. Bè đảng của Đỗ Thanh Nhơn là bọn Võ Nhàn, Đỗ Bảng lại chiếm cứ chỗ Ba Giồng để làm phản. Vua sai các tướng tiến đánh, bắt được bọn Võ Nhàn và giết đi. Lũ còn lại đều bị đánh tan cả.
- Sách Đại Nam thực lục, Đệ nhị kỷ (Minh Mạng), quyển 144:[19]

Phan Huy Thực, sung Tổng tài soạn bộ Thực lục đem bản thảo dâng vua coi. Vua nhân đó bảo rằng: “Buổi quốc sơ có Đỗ Thanh Nhân là kẻ bạo ngược, kiêu rông, chẳng biết đạo làm tôi con. Thí dụ nó làm những việc như đốt sống người, bắn chết đàn bà có thai, đều là những việc người ta bất nhẫn. Đến những việc tiền, lương, nó cũng tự tiện chuyên quyền tất cả. Gặp ngày kỵ Hưng miếu ((1) Tức Hưng tổ Hiếu khang Nguyễn Phước Noãn sinh ra Gia Long.1), nó không chịu chi biện lễ phẩm, đến nỗi Hoàng khảo ((2) Chỉ Gia Long.2) ta phải cầm áo lấy tiền làm lễ. Nó lại thường mang quân lẩn vào trong núi, muốn làm phản theo Tây Sơn, sau cùng mưu ấy không thành. Hành vi như thế biết đâu không học cái mưu Trịnh Kiểm? Được Hoàng khảo ta là bậc anh dũng, mưu lược, cho nên nó tuy có lòng gian, cuối cùng cũng không rông rỡ được! Ngươi nên ghi chép việc này”.
- Sách "Hoàng Việt Long hưng chí":

Tống Phước Thiêm nói: Thanh Nhơn ôm lòng Tào Tháo, Vương Mãng, không thể không trừ hắn đi. Nếu chúa thượng cho dùng mưu, thì chỉ cần sức một vũ khí là đủ.
Thế Tổ (chỉ Nguyễn Phúc Ánh) bèn lấy cớ bị mệt cho gọi Thanh Nhơn vào dinh bàn công việc. Đỗ Thanh Nhơn đến, liền bị vệ sĩ xông ra bắt giết. Lại truyền phân tán quân Đông Sơn làm bốn đội để phòng bọn chúng làm phản.
- Sách '"Tự Điển Nhân vật lịch sử Việt Nam":

Tính ông cương trực, khí khái nên bị ganh ghét. Nhân vụ ông giết tri huyện Đặng Hữu Tâm, chưởng cơ Huỳnh Thiên Lộc gièm với Nguyễn Phúc Ánh rằng ông lộng quyền sau này sẽ khó trị.
Thuộc hạ ông là Võ Nhàn và Đỗ Bảng chôn cất ông xong, rút quân Đông Sơn về đất cũ Ba Giồng, không phục Nguyễn Ánh nữa, bắt được Huỳnh Thiên Lộc giết đi để trả thù cho chủ tướng
- Sách "Việt sử tân biên":

Trong khi Đỗ Thanh Nhơn lập nhiều công lớn, thì chúa Nguyễn Ánh đã nghe lời dèm pha đem giết đi...Rồi sử sách (Gia Định thông giám) của triều Nguyễn đã cố bào chữa cho họ Nguyễn về cái chết này: họ bảo Đỗ Thanh Nhơn đã quá cậy công, đã có ý thông đồng với Tây Sơn để làm phản, không tuân theo nghi lễ của triều đình, tự chuyên mọi việc v.v...Sử của người Âu Châu cho rằng cái tội của họ Đỗ chỉ là do làm được nhiều công lớn, uy thế lừng lẫy hầu làm lu mờ cả địa vị ông chúa trẻ tuổi (lúc này Nguyễn Ánh mới 18 tuổi). Trước vụ này Giám mục Bá Đa Lộc đã hết lời can ngăn chúa Nguyễn mà không xong...
Nguyễn Liên Phong, tác giả Nam Kỳ Phong Tục Nhân vật Diễn Ca (1909), có thơ vịnh về Đỗ Thanh Nhơn:
Cờ nghĩa Đông Sơn nổi tợ phao.
Tấm kình Nam Hải sóng đang xao
Thời may gặp chúa trang trần thánh
Vận rủi xui tôi thói Mãng Tào
Mấy thứ công lao trôi bích thủy,
Ba hùng danh tướng nhẹ hồng mao.
Suối vàng như gặp Châu hùng võ
Hồn luống ăn năn biết tại sao.

## Đường phố
Ở Sài Gòn trước năm 1985 có tới hai con đường mang tên Đỗ Thanh Nhơn. Đường Đỗ Thanh Nhơn của Đô thành Sài Gòn cũ hiện nay là đường Đoàn Văn Bơ ở quận 4; còn đường Đỗ Thanh Nhơn của tỉnh Gia Định cũ nay là đường Trần Văn Kỷ ở quận Bình Thạnh. Điều đặc biệt là cả hai con đường đều bị đổi tên cùng ngày 4 tháng 4 năm 1985.

## Sách tham khảo
- Quốc sử quán triều Nguyễn, Quốc triều chính biên toát yếu (bản dịch). Nhà xuất bản Văn học, 2002.
- Ngô Giáp Đậu, Hoàng Việt Long hưng chí. Nhà xuất bản Văn học, 1993.
- Phạm Văn Sơn, Việt sử tân biên (Quyển 3 và 4), Sài Gòn, 1959 và 1961.
- Nguyễn Khắc Thuần, Việt sử giai thoại (Tập 8), Nhà xuất bản Giáo dục, 1998, tr 75-78.
- Nguyễn Q. Thắng và Nguyễn Bá Thế, Từ điển nhân vật lịch sử Việt Nam. Nhà xuất bản Khoa học xã hội, 1992.
- Quốc sử quán triều Nguyễn, Đại Nam thực lục (tập 01). Bản dịch của Trung tâm khoa học xã hội và nhân văn quốc gia, Viện sử học Quốc sử quán triều Nguyễn, Tổ Phiên dịch Viện Sử học phiên dịch. Nhà xuất bản Giáo Dục xuất bản năm 2002.
- Quốc sử quán triều Nguyễn, Đại Nam liệt truyện. Bản dịch tập 02, Chính biên Sơ tập. Đỗ Mộng Khương dịch, nhà xuất bản Thuận Hóa xuất bản năm 2006.
- Trần Trọng Kim (1919), Việt Nam sử lược.